# Schwenckia americana
Schwenckia americana är en potatisväxtart som beskrevs av Carl von Linné. Schwenckia americana ingår i släktet Schwenckia och familjen potatisväxter.

## Underarter
Arten delas in i följande underarter:
- S. a. angustifolia
- S. a. hirta
- S. a. macedoi